# Ceratothoa imbricata
Ceratothoa imbricata is een pissebed uit de familie Cymothoidae. De wetenschappelijke naam van de soort is voor het eerst geldig gepubliceerd in 1775 door Fabricius.